# Rice University

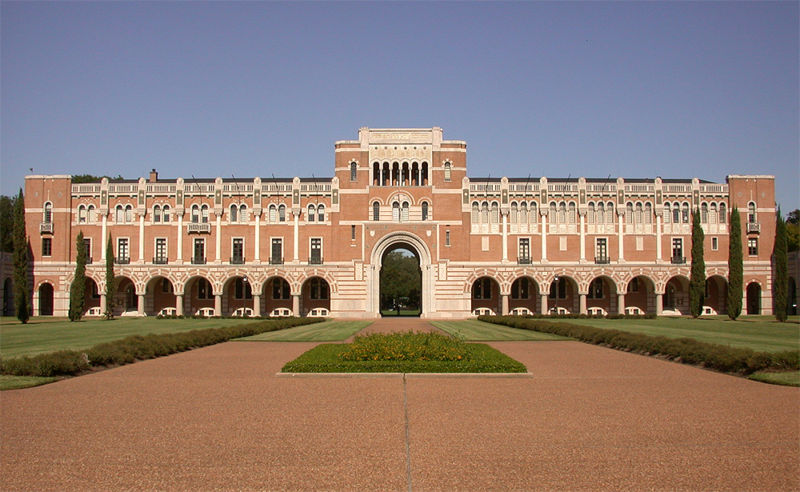
Rice University, Lovett Hall

William Marsh Rice University, ook bekend als Rice University, is een universiteit in de Amerikaanse stad Houston. Ze werd opgericht in 1912.
Op de campus bevindt zich sinds 2014 het George R. Brown Tennis Center.
De universiteit houdt ook een lijst van verdwijnende gletsjers bij, in samenwerking met andere wetenschappelijke instellingen. 